# Jan van Ruysbroeck
Jan van Ruysbroeck, poznan tudi po imenih John Ruusbroec, Jan van Ruusbroec in John of Ruysbroeck, flamski mistik in avguštinski kanonik (škofov svetovalec) in  * 1293/94, Ruisbroek, Belgija, † 2.12.1381, Groenendael, Belgija.
Ohranjena so nekatera njegova pisma, pa tudi več kratkih izrekov (zabeležili so jih nekateri njegovi učenci, na primer Jan van Leeuwen). Da bi dosegel širše občinstvo, je namesto v latinščini, jeziku bogoslužja in uradnih besedil katoliške cerkve, pisal v nizozemskem ljudskem jeziku, jeziku navadnih ljudi.

## Življenje
Jan je imel pobožno mater, ki ga je vzgajala v katoliški veri, o njegovem očetu pa ne vemo ničesar. Pri enajstih letih je zapustil dom in se šel šolat k stricu Hinckaertu, ki je poskrbel za Ruysbroeckovo duhovniško izobraževanje. Posvečen – pooblaščen za opravljanje duhovne službe je bil leta 1318.
Od leta 1318 do 1343 je Ruysbroeck služil kot župnik pri Sv. Guduli. V tem času‎‎ so bratje svobodnega duha povzročali polemike na Nizozemskem in ena od njih, ženska z imenom ‎‎Heilwige Bloemardinne‎‎, je bila še posebej aktivna v Bruslju ter je svoja prepričanja širila predvsem s pomočjo popularnih pamfletov (sramotilnih spisov). Ruysbroeck se je odzval s pamfleti, napisanimi tudi v domačem jeziku (‎‎srednji nizozemščini‎‎). Pamfleti se niso ohranili.
Leta 1343 je zapustil Bruselj ter postal duhovnik v Groenendaelu.
Obdobje od leta 1349 do njegove smrti leta 1381 je bilo najbolj aktivno in plodno v Ruysbroeckovi karieri. V tem času se je njegova slava Božjega človeka in veščega vodje duš razširila preko meja Flandrije in Brabanta na Nizozemsko, Nemčijo in Francijo. Imel je povezave z božjimi prijatelji v Strasbourgu, s katerimi je 13. marca 1349 ustanovil formalno skupnost redovnih avguštinskih kanonikov, Jan pa je bil prior. Okoli leta 1378 pa ga je obiskal Geert Groote, ustanovitelj gibanja za versko reformo, imenovanega Devotio Moderna.
Jan je umrl v Groenendaelu naravne smrti, star 82 let, 2. decembra 1381.
Za blaženega ga je leta 1908 proglasil papež Pij X.

## Dela
V svojem življenju je Ruysbroeck napisal dvanajst knjig, sedem poslanic, dve himni in molitev. Vsa dela so bila napisani v flamščini.
- Die Chierheit der gheesteltiker Brulocht (Duhovne zaroke), okoli 1340 (mojstrovina, razdeljena je na tri knjige, ki obravnavajo aktivno, notranje in kontemplativno življenje)
- De tuchtiging van Gods kinderen (Preganjanje Božjih otrok)
- Vanden blinkenden steen (Sijoči kamen) (kratka razprava)
- Van geesteliken tabernakel (Duhovni tabernakelj)
- Christelijk geloof (Krščanska vera) (razlaga veroizpovedi)
- Discussie over de Four Temptations (razprava o Štirih skušnjavah)
- štirje spisi Margareti van Meerbeke, frančiškanski redovnici iz Bruslja
- Vanden seven sloten (Sedem klučavnic) (1346-50)
- Van seven trappen (Sedem stopnic) (1359-60)
- Spiegel van eeuwige gelukzaligheid (Ogledalo večne blaženosti)
- Het Kleine Boekje van verlichting (Mala knjiga razsvetljenja)
- De vera contemplatione (O resničnem razmišljanju) (1848, Hannover)
- De septem gradibus amoris (O sedmih stopnicah ljubezni) (1848, Hannover)
- Reflecties uit de spiegel van de mystiek (Odsevi iz ogledala mistika) (1906)
- Die Zierde der geistlichen Hochzeit (Okrasitev duhovne poroke) (1901)

## Filozofska misel
Ruysbroeck je pisal, ko je imel navdih. Rad je taval in premišljeval v samoti gozda, ki je bil v bližini samostana.
V nobeni od njegovih razprav ne najdemo ničesar podobnega popolnemu ali podrobnemu opisu njegovega sistema; lahko bi rekli, da se sam ni zavedal izdelave kakršnega koli sistema. V svojih dogmatskih spisih jasno razlaga, ilustrira in uveljavlja tradicionalni verski nauk. V njegovih asketskih delih so njegove najljubše vrline odmaknjenost, ponižnost in dobrodelnost; rad se ukvarja s temami, kot so beg iz sveta, premišljevanje o Kristusovem življenju, zlasti o pasijonu, prepuščenost božji volji in ljubezen do Boga.
Tako kot večina nemških mistikov Ruysbroeck izhaja iz božanskih zadev, preden opiše človeštvo. Njegovo delo se nato pogosto vrne k razpravi o Bogu in pokaže, kako sta božansko in človeško tako tesno združena, da postaneta eno. Izkazuje nagnjenja h krščanskemu univerzalizmu v enem izmed njegovih del; "Človeku, ki je izšel od Boga, je usojeno, da se vrne in spet postane eno z njim." Toda tukaj previdno razjasni svoje stališče: "Tam, kjer trdim, da smo eno z Bogom, me je treba razumeti v tem smislu, da smo eno v ljubezni, ne v bistvu in naravi." Kljub tej izjavi in drugim podobnim stavkom, raztresenih po njegovih straneh, so nekateri Ruysbroeckovi izrazi zagotovo precej nenavadni in osupljivi. Njegov zvest prijatelj Geert Groote, izučeni teolog, je priznal občutek nelagodja zaradi nekaterih njegovih stavkov in odlomkov in ga prosil, naj jih spremeni. Kasneje sta francoska učenjak Jean Gerson in teolog Bossuet trdila, da sta v njegovih delih našla sledi nezavednega panteizma.
Ruysbroeck je prejel številne pohvale s strani svojih sodobnikov, Groota, Johannesa Taulerja, Thomasa à Kempisa, Johna Schoonhovena in v poznejših obdobjih frančiškana Henryja van Herpa.
Ernest Hello in še posebej Maurice Maeterlinck sta vložila veliko truda, da bi njegovi spisi postali znani. Ruysbroeck je močno vplival na razvoj koncepta duhovne rasti generalnega sekretarja Združenih narodov Daga Hammarskjölda, ki se kaže z njegovim nesebičnim služenjem človeštvu, kar je omenjeno v njegovi knjigi razmišljanj, imenovani Vägmärken (Oznake).
Ruysbroeck je menil, da duša najde Boga v svojih lastnih globinah, in opazil tri stopnje napredka v tem, kar je imenoval duhovna lestvica krščanskih dosežkov: (1) aktivno življenje, (2) notranje življenje in (3) kontemplativno življenje. Ni učil zlitja človekovega jaza v Bogu, ampak je menil, da na vrhu vzpona duša še vedno ohranja svojo identiteto. V delu Koninkrijk van geliefden van God (Kraljestvo ljubiteljev Boga) pojasnjuje, da morajo tisti, ki iščejo modrost "potovati po vodah do vseh meja kopnega, to pomeni s sočutjem in usmiljenjem do potreb vseh ljudi", "leteti v zraku razumske sposobnosti" in "vsa dejanja in kreposti pripisati Božji časti"; tam bodo z milostjo našli "ogromno in brezmejno jasnost", podarjeno njihovemu umu. V zvezi s kontemplativnim življenjem je menil, da je treba pridobiti tri lastnosti: prva je duhovna svoboda posvetnih želja ("tako prazen vsakega zunanjega dela, kot da sploh ne bi delal"), druga je um, neobremenjen s podobami ("notranja tišina"), tretja pa je občutek notranje enotnosti z Bogom ("kot goreč in žareč ogenj, ki ga več ni mogoče pogasiti").